# Niederbuschhausen
Niederbuschhausen ist eine Hofschaft in Halver im Märkischen Kreis im Regierungsbezirk Arnsberg in Nordrhein-Westfalen (Deutschland).

## Lage und Beschreibung
Niederbuschhausen liegt auf 375 Meter über Normalnull im nordwestlichen Halver oberhalb der Ennepe nahe der Stadtgrenze zu Radevormwald und Breckerfeld. Am Ort fließt nördlich der Heiersiepen vorbei, ein Zufluss der Ennepe.
Der Ort ist über eine Nebenstraße zwischen der Bundesstraße 229 und der Landesstraße L528 zu erreichen, die auch weitere Orte im Tal der Ennepe anbindet. Nachbarorte sind Oberbuschhausen, Ahe, Burbach, Hartmecke, Becke, der Nordeler Schleifkotten bei Nordeln und der Buschhauser Hammer.

## Geschichte
Niederbuschhausen wurde erstmals 1606 urkundlich erwähnt und entstand vermutlich nur wenige Jahre zuvor als ein Abspliss von Oberbuschhausen.
1818 lebten 20 Einwohner in Niederbuschhausen. Laut der Ortschafts- und Entfernungs-Tabelle des Regierungs-Bezirks Arnsberg wurde der Ort unter dem Namen Niedern-Buschhausen als Hof kategorisiert und besaß 1838 eine Einwohnerzahl von 27, allesamt evangelischen Glaubens. Der Ort gehörte zu dieser Zeit der Kamscheider Bauerschaft innerhalb der Bürgermeisterei Halver an und besaß vier Wohnhäuser, sechs Fabriken bzw. Mühlen und neun landwirtschaftliche Gebäude.
Das Gemeindelexikon für die Provinz Westfalen von 1887 gibt für Niederbuschhausen eine Zahl von 45 Einwohnern an, die in sechs Wohnhäusern lebten.
Spätestens seit dem Frühmittelalter (nach anderen Angaben seit vorgeschichtlicher Zeit) verlief südlich von Niederbuschhausen eine wichtige Altstraße von Wipperfürth nach Breckerfeld. Südlich vom Ort befindet sich auf dem Bollberg ein Ringwall, der nach Ausgrabungen (Keramikfunde aus dem 9. Jahrhundert) und neueren Forschungen als fränkische Ausbau- und Fliehburg zur Sicherung diese Altstraße gedeutet wird.